# Hoắc Chấn Đình
Hoắc Chấn Đình (tiếng Anh: Timothy Fok Tsun-ting，sinh ngày 14 tháng 2 năm 1946) là doanh nhân, chính trị gia Hồng Kông, con trai của tỷ phú Hoắc Anh Đông. Ông từng là công chức trong ngành thể thao và thành viên của Hội đồng Lập pháp Hồng Kông. Hiện nay là Chủ tịch Hiệp hội Thể thao Hồng Kông và Uỷ ban Olympic Trung Quốc (中國香港體育協會暨奧林匹克委員會). Huân chương Silver Bauhinia Star, Justice of the Peace (JP), Gold Bauhinia Star.

## Tiểu sủ
Hoắc Chấn Đình nguyên quán ở Phiên Ngung, Quảng Châu, Trung Quốc.
Hoắc sinh ra tại Hồng Kông năm 1946, từng học trường trung học St. Stephen's College, tốt nghiệp từ Millfield College tại Anh và Đại học Nam California. Ông từng kết hôn với bà Chu Linh Linh, hoa hậu Hồng Kông năn 1977 và có ba con trai, Khải Cương, Khải Sơn, Khải Nhân.
Năm 2012, ông từ chức ghế vị trí phụ trách văn hoá nghệ thể thao trong Hội đồng Lập pháp Hồng Kông, chấm dứt công việc tại Hội đồng.

## Tranh biện và nghị luận

### Thất bại khi ứng cử giành quyền đăng cai Á vận hội
Tháng 6 năm 1999, Hoắc Chấn Đình tuyên bố đại diện ngành thể thao Hồng Kông tham gia vào quá trình giành quyền đăng cai Đại hội thể thao châu Á lần thứ 15 năm 2006. Sau một năm nỗ lực, công tác thân biện (xin làm ứng viên tổ chức) với tổng chi phí 50 triệu đô la Hồng Kông, kết quả là thủ đô Doha của Qatar đã được giành được quyền đăng cai tổ chức.
Khẩu hiệu của chiến dịch thân biện lúc đó là "Hồng Kông nhất định giành được". Sau đó được đưa vào bài hát cùng tên của nam ca sĩ Huỳnh Quán Trung có ca từ châm biếm sự việc này.
Một số nhà bình luận cho rằng Hoắc Chấn Đình đã không tận dụng tốt sự hỗ trợ ngoại giao của Trung Quốc vào thời điểm đó, và đánh giá quá cao danh tiếng quốc tế của Hồng Kông và hiệu quả của tuyên truyền đối ngoại.

### Biểu hiện tại Hội đồng Lập pháp Hồng Kông
Nghị viên Hội đồng Lập pháp của Tổ Giám sát Thiên chúa giáo đã công bố "Báo cáo giám sát thường niên 2005-2006" vào tháng 10 năm 2006，không hài lòng với kết quả kiểm tra chuyên cần của Hoắc Chấn Đình, chỉ ra rằng ông ta đã không đưa ra bất kỳ đề nghị, đề xuất cũng như bất cứ một tu chính án nào trong 5 năm liên tiếp.
Do thiết kế hệ thống của khu vực bầu cử chức năng của Hồng Kông đã giúp Hoắc Chấn Đình dễ dàng tác đắc cử hơn các thành viên khác, và thậm chí tự động được bầu. Ông trùm ngành điện ảnh Mã Phùng Quốc và Hồ Ân Uy của đoàn kịch Zuni Icosahedron đã chịu tác động do Hoắc Chấn Đình vì lợi ích và chạy đua tranh cử mà xem thường lĩnh vực văn hoá điện ảnh, tất cả đều thất bại khi chạy đua giành ghế.
Nghị viên Hội đồng Lập pháp của Tổ giám sát đã công bố lại Báo cáo Giám sát 2006/07 vào tháng 11 năm 2007, Hoắc Chấn Đình là nghị viên phụ trách mảng xuất bản văn hóa nghệ thuật và thể thao, có tỷ lệ vắng mặt gần 50% và đã bỏ lỡ 21 trong số 41 cuộc họp，vượt cả 60 nghị viên.
Năm 2008, ông tái tranh cử tại Hội đồng Lập pháp trong khụ vực chức năng chuyên mảng thể thao, biểu diễn nghệ thuật, văn hóa và xuất bản, và được bầu tự động mà không có đối thủ.
Nhà bình luận văn hóa Liang Wendao nói một cách bi quan: "Đây là một tình huống đáng xấu hổ. Trong nhiều năm, Hoắc Chấn Đình được mệnh danh là thành viên hoạt động tệ nhất của Hội đồng Lập pháp. Ông ta thường lơ là khi tham dự cuộc họp. Hết nhiệm kỳ này đến nhiệm kỳ khác, không ai đứng lên và cố gắng phá vỡ tình hình!"
Đại biểu Đại hội Nhân dân Toàn quốc Mã Phùng Quốc đã viết chính cương văn hoá gửi cho giám đốc điều hành Lương Chấn Anh, tiết lộ ý định tham gia cuộc bầu cử Hội đồng Lập pháp vào tháng 9 để cạnh tranh chiếc ghế khu vực chức năng về thể thao, nghệ thuật biểu diễn, văn hóa và xuất bản, trực tiếp đối đầu với Hoắc Chấn Đình người đã là nghị viên 14 năm trong Hội đồng.
Ngôi sao opera Nguyễn Triệu Huy, người Quảng Đông khi tham dự một chương trình phát thanh vào ngày 28 tháng 5 năm 2012 đã chỉ trích nghị viên đương nhiệm Hoắc Chấn Đình trong 14 năm rằng không có tiếng nói thay mặt cho ngành công nghiệp.

## Công tác

### Thể dục thể thao
- Thành viên của Ủy ban Olympic quốc tế
- Phó chủ tịch Hội đồng Olympic châu Á (Đông Á)
- Chủ tịch trò chơi Đông Á
- Chủ tịch Ủy ban trù bị Hồng Kông năm 2009
- Chủ tịch Hiệp hội Thể thao Hồng Kông và Ủy ban Olympic Trung Quốc
- Chủ tịch Hiệp hội bóng đá Hồng Kông

### Chính trị
- Ủy viên Ủy ban Quốc gia Hội nghị Tham vấn Chính trị Nhân dân Trung Quốc
- Thành viên của Hội đồng Lập pháp Hồng Kông (thể thao, biểu diễn nghệ thuật, văn hóa và xuất bản) (1998-2012)
- Thành viên của Hội đồng Lập pháp lâm thời Hồng Kông (1997-1998)
- Thành viên của Ủy ban tuyển chọn chính phủ đầu tiên của Đặc khu hành chính Hồng Kông

### Khác
- Chủ tịch Quỹ từ thiện Hoắc Anh Đông

## Phim quảng cáo/tuyên truyền
- Phim tuyên truyền "Sức mạnh Hồng Kông" TVB (2009)